# Agapetus latosus
Agapetus latosus là một loài Trichoptera trong họ Glossosomatidae. Chúng phân bố ở miền Australasia.